# Karel Fojtík
Ing. Karel Fojtík (* 17. listopadu 1944) je dlouholetý tajemník Rady Církve bratrské, člen Správní rady Diakonie Církve bratrské a člen Stavebního odboru při Radě Církve bratrské.
V mládí byl formálním katolíkem. Po sametové revoluci působil nějakou dobu jako tajemník ostravského magistrátu.
Je ženatý a má dvě dospělé dcery.